# Veli Saarinen
Veli Selim Saarinen (Virolahti, Gran Ducat de Finlàndia, 1902 - Hèlsinki, Finlàndia, 1969) fou un esquiador de fons finlandès que competí durant la dècada del 1930.

## Biografia
Va néixer el 16 de setembre de 1902 a la població de Virolahti, que en aquells moments formava part del Gran Ducat de Finlàndia i que avui en dia forma part de Finlàndia. Va morir el 12 d'octubre de 1939 a la seva residència de Hèlsinki.

## Carrera esportiva
Inicià la pràctica de l'esquí de fons de ben jove, agafant relleu internacional a finals de la dècada del 1920 i a principis de la dècada del 1930. L'any 1926 en el Mundial d'esquí de fons realitzat a Lahti donà la sorpresa aconseguint la medalla de bronze en la distància de 30 quilòmetres. Posteriorment aconseguira la medalla d'or tres vegades en tres disciplines diferents: els 17 km, els 50 km i els relleus 4x10 km.
Participà en els Jocs Olímpics d'Hivern de 1928 realitzats a Sankt Moritz (Suïssa) finalitzant 4t en la prova de 18 quilòmetres, i posteriorment participà en els Jocs Olímpics d'Hivern de 1932 celebrats a Lake Placid (Estats Units) on finalitzà tercer en la prova de 18 quilòmetres i primer en la prova de 50 quilòmetres.
El 1930 i 1931 guanyà el campionat finlandès dels 50 quilòmetres. El 1934 es va retirar de les competicions i més tard va entrenar els equips nacionals d'esquí de fons alemany (1934-1937) i finlandès (1937-1968). Entre 1947 i 1968 va exercir de director executiu de la Federació Finlandesa d'Esquí.